# Матвеенко, Лариса Сергеевна
Лариса Сергеевна Матвеенко (род. 20 апреля 1926; Новосибирск, РСФСР, СССР — 2 января 2004; Москва, Россия) — советская актриса театра, кино и озвучивания. 

## Биография
Родилась 20 апреля 1926 года в Новосибирске в полноценной семье матери и отца. Отец являлся заведующим продовольственной базы, мать была домашней хозяйкой. 
Училась в средней Новосибирской школе № 10, принимала участие в школьной самодеятельности, росла творчески одарённым ребёнком, с детства выступала на сцене. По приезде в Москву в 1945 году попала на прослушивание актёрского факультета ВГИКа, после чего прошла прослушивание данного заведения и была принята. Обучалась на курсах у Б. В. Бибикова и О. И. Пыжовой. В 1950 году завершила обучение и вышла из стен ВГИКа. Служила основному и единственному театру «Центр театра и кино под руководством Никиты Михалкова» с 1950 года по 1959 год. 
Ушла из жизни 2 января 2004 года в Москве. Похоронена на Химкинском кладбище.

## Фильмография

### Участие в фильмах
- 1950 — В мирные дни — Нина
- 1950 — Донецкие шахтёры — девушка на празднике
- 1950 — Смелые люди — пленная
- 1953 — Нахлебник — участие
- 1953 — Степные зори — Катя
- 1953 — Таинственная находка — жена Гагарки
- 1954 — Верные друзья — медсестра
- 1955 — Доброе утро — подруга Маши
- 1956 — Бессмертный гарнизон — женщина в убежище
- 1957 — Ленинградская симфония — Вера Малышева
- 1958 — Девушка с гитарой — участие
- 1958 — Жизнь прошла мимо — рабочая
- 1959 — Аннушка — член бригады
- 1959 — Хождение по мукам (3 фильма) — участие
- 1961 — Две жизни — Даша
- 1962 — Я купил папу — участие
- 1963 — Коротко лето в горах — участие
- 1964 — Всё для Вас — участие
- 1964 — Товарищ Арсений — участие
- 1966 — Путешественник с багажом — участие
- 1967 — Такой большой мальчик — жена Фили
- 1968 — Журавушка — женщина на суде
- 1968 — Наши знакомые — член комиссии
- 1971 — Вчера, сегодня и всегда — участие
- 1971 — Ох уж эта Настя! — женщина на торжественной линейке
- 1972 — Любить человека — Расторгуева
- 1976 — Пока бьют часы — придворная дама
- 1977 — Предательница — учительница
- 1977 — Хомут для Маркиза — сотрудница
- 1978 — Безбилетная пассажирка — участие
- 1980 — И вечный бой... Из жизни Александра Блока — участие
- 1981 — Мы, нижеподписавшиеся — пассажирка
- 1981 — Хочу, чтоб он пришёл — соседка
- 1982 — Профессия–следователь — участие

### Участие в озвучивании
- 1954 — Дорога — монашка. Роль Ливии Вентурини
- 1954 — Лилиомфи — Эржи. Роль Евы Рутткаи
- 1954 — Семь невест для семи братьев — Рут Джепсон. Роль Руты Ли
- 1954 — Я и мой дедушка — Маргит. Роль Евы Руткаи
- 1956 — Эта земля наша — Сабха
- 1956 — Новый Дели — Ники
- 1958 — Монпарнас, 19 — Розали. Роль Леа Падовани
- 1958 — Сочинение брата и сестры — Сугита
- 1959 — Так держать, медсестра! — Фрэнсис. Роль Сьюзен Бомонт
- 1960 — Год первый — Дорота. Роль Александры Шлёнской
- 1960 — Жил–был мошенник — Эллен. Роль Сюзанны Йорк
- 1960 — Им сегодня за сорок — Улла. Роль Моники Берген
- 1960 — Ключ к тайне — Хэ Ланьин
- 1960 — Пролог сопротивления — Дю Ок
- 1962 — Нападение — Мис. Роль Йоки Берретти
- 1962 — Раскрытая явка — Эва
- 1963 — Икар-1 — Штефа
- 1963 — Любовь одного вечера — Мария. Роль Сильвии Попович
- 1963 — Фото Хабера — участие
- 1964 — Беглец — Сондра
- 1964 — Если бы тысяча кларнетов — Эдита
- 1964 — Неоконченные игры — мать Митко
- 1964 — Отпуск репортёра — участие
- 1965 — Обезглавливание святого Иоанна — Каталин. Роль Илоны Береш
- 1965 — Одержимый — Айгуль
- 1965 — По зову сердца — Долгорма
- 1966 — Водитель грузовика — участие
- 1966 — Долина семи лун — Стефания
- 1968 — Большая зелёная долина — Софья. Роль Мзии Маглакелидзе
- 1968 — Именем закона — жена Саламатова. Роль Алмас Аскеровой
- 1968 — Плечом к плечу — участие
- 1970 — Третья дочь — Отун. Роль Гуландом Сафаралиевой
- 1971 — Когда остановилась мельница — Шарафат. Роль Дильбар Касымовой
- 1973 — Попутчик — участие
- 1977 — Кружевница — мать Франсуа

## Оценочные мнения
По мнению киноведа Алексея Тремасова, Лариса Матвеенко, маленькая, но внешне яркая, со всеми задатками героини, которая подавала на то время определённые надежды. Также киновед подметил, что Матвеенко обладала твёрдым и решительным характером.  